# Арбитр (фильм)
«Арбитр» — российский кинофильм, психологический детектив режиссёра Ивана Охлобыстина. По самоопределению автора: фильм «Арбитр» — «румба на крыле самолёта в полёте».

## Сюжет
Молодой детектив (Охлобыстин) и его опытный коллега-наставник (Быков) ведут поиски убийцы по кличке «Арбитр» (Соловьёв).

## В ролях
- Иван Охлобыстин — Андрей, лейтенант милиции
- Ролан Быков — Владимир Иванович, майор милиции — наставник Андрея
- Фёдор Бондарчук — Рома, фотограф-гей
- Александр Соловьёв — наёмный убийца по кличке «Арбитр»
- Римма Маркова — мама Андрея
- Алёна Хмельницкая — Анна, жена Андрея
- Ксения Качалина — подруга «Арбитра»
- Кирилл Козаков — подследственный по кличке «Монах»
- Александр Гловяк — подследственный по кличке «Рыжий»
- Станислав Костецкий — прокурор
- Евгений Евстигнеев — голос за кадром

## Награды и номинации
- 1992 год — Приз за лучшую режиссуру на кинофестивале «Вторая премьера» (Москва).
- 1994 год — «Номинация. Кино. XXI век» на кинофоруме в Ялте-1994.

## Критика
- Обозреватель журнала «Искусство кино» Наталья Ртищева полагает, что роль мальчика-ангела из фильма Никиты Тягунова «Нога» сделала Охлобыстина "культовой личностью, фигурой нового молодого поколения…"Арбитр" культовости добавил, и с этой минуты любимым занятием Ивана стало пудрить мозги журналистам"[1].
- Также другой обозреватель журнала «Искусство кино» Александровский И. высказался о сценарии фильма следующим образом: «Сюжетное противостояние следователей и преступника, ироничная оценка милицейской поэтики является для режиссёра лишь поводом для «публичного произнесения шизофренически псевдофилософских сентенций и тем мистической маниакальности главного злодея»[2].
- Журнал «Столица» (Москва): «Он (Охлобыстин) только что закончил практиковать йогу и теперь, согласно этому учению, находится в „периоде недоумения“. „Арбитр“ — манифест этого недоумения, модель новой эстетики. (Его) можно считать избранным из Вани, а его самого — явлением русского авангарда начала конца века»[3].
- Журнал «Киноведческие записки» (орган ВНИИ киноискусства Госкино СССР): «живой энергией дышит фильм-комикс Ивана Охлобыстина „Арбитр“, диалогизирующий с отечественной кинокультурой и намеренным отстранением подчёркивающий игровой характер кино как искусства»[4].

## Съёмочная группа
- Режиссёр: Иван Охлобыстин
- Автор сценария: Иван Охлобыстин
- Оператор: Михаил Мукасей
- Художник: Александр Щурихин, Илья Амурский
- Композитор: Артемий Артемьев